# الفرقة 17 (سوريا)
الفرقة 17 الاحتياط هي تشكيل من الجيش السوري المسؤولة عن شمال شرق سوريا. وهي واحدة من فرقتين احتياطيتين مستقلتين في الجيش العربي السوري، والأخرى هي الفرقة 18 المدرعة.

## هيكل القيادة
اعتبارًا من عام 2019، أصبحت الفرقة وحدة مستقلة من هيكل الفيلق الثالث للجيش السوري، وتتكون من اللواء 137 الميكانيكي واللواء 93 المدرع وفوج المدفعية 121. تشير التقارير اللاحقة إلى أن كتيبتين من فوج القوات الخاصة 54 يخدمان ضمن هذه الفرقة. وهي واحدة من 5 فرق متخصصة في الجيش السوري، والتي على عكس فرق الجيش التقليدية تشمل كلاً من الألوية وأفواج المناورة.

## التاريخ القتالي

### دورها في الحرب الأهلية
نشطت الفرقة 17 الاحتياط في محافظة دير الزور طوال عام 2012، وغادر اللواء 93 التابع للفرقة إلى إدلب لتأمين محافظة الرقة في أوائل عام 2012.
في نوفمبر 2012، ادعى الجيش السوري الحر أن عناصر من الفرقة 17 كانت موجودة في الرستن، مما يزيد من احتمال انسحاب عناصر الفرقة من الشرق عندما فقدت الحكومة السورية مواقعها هناك. وفي أعقاب السيطرة على الرقة في 3-6 مارس 2013، ظلت عناصر الفرقة 17 تحت الحصار في شمال المدينة في أكتوبر 2013.
وبعد سقوط قاعدة منغ الجوية، لجأت القوات المتبقية من الفرقة 17 إلى القوات الكردية. ومع ذلك، قام الأكراد بتسليم كبار الضباط إلى جبهة النصرة مقابل السجناء الأكراد وقامت جبهة النصرة بقتل الضباط الذين سُلموا، بما في ذلك العقيد ناجي أبو شعر.
في يوليو 2014، استولى تنظيم داعش على مقر الفرقة واللواء 93 في هجوم شرق سوريا 2014. وفي فبراير 2016، أفادت التقارير أن اللواء 137 يتحكم في إمدادات مساعدات الأمم المتحدة التي تُرسل جواً في مدينة دير الزور. وفي 15 أكتوبر 2016، هاجم اللواء 137 الضواحي الجنوبية لمقرهم السابق الذي كان يحتله داعش في دير الزور. وقتلوا عددا من المسلحين ودمروا ثلاث عربات مدرعة.
في يونيو 2017، استولت قوات سوريا الديمقراطية والقوات المتحالفة الأخرى، بمساعدة الغارات الجوية الأمريكية، على القاعدة الرئيسية/المقر الرئيسي للفرقة، الواقعة في ضواحي الرقة، من داعش بعد وقوع اشتباكات بين القوتين كجزء من معركة الرقة. اللواء نزار خضور، الذي ينحدر من الحرس الجمهوري، هو القائد الحالي للفرقة 17 الاحتياط.